# وادي الملوك
وادي الملوك ويعرف أيضا باسم «وادي بيبان الملوك»، هو واد في مصر استخدم على مدار 500 سنة خلال الفترة ما بين القرنين السادس عشر والحادي عشر قبل الميلاد لتشييد مقابر لفراعنة ونبلاء الدولة الحديثة الممتدة خلال عصور الآسرات الثامنة عشر وحتى الأسرة العشرين بمصر القديمة، ويقع الوادي على الضفة الغربية لنهر النيل في مواجهة طيبة (الأقصر حاليا) بقلب مدينة طيبة الجنائزية القديمة. وينقسم وادي الملوك إلى واديين؛ الوادي الشرقي (حيث توجد أغلب المقابر الملكية) والوادي الغربي.
وباكتشاف حجرة الدفن الأخيرة عام 2006 والمعروفة باسم (مقبرة 63) علاوة على اكتشاف مدخلين آخرين لنفس الحجرة خلال عام 2008، وصل عدد المقابر المكتشفة حتى الآن إلى 63 مقبرة متفاوتة الأحجام إذ تتراوح ما بين حفرة صغيرة في الأرض وحتى مقبرة معقدة التركيب تحوي أكثر من 120 حجرة دفن بداخلها. استخدمت هذه المقابر جميعها في دفن ملوك وأمراء الدولة الحديثة بمصر القديمة بالإضافة إلى بعض النبلاء ومن كان على علاقة بالأسرة الحاكمة في ذلك الوقت. وتتميز المقابر الملكية باحتوائها على رسومات ونقوش من الميثولوجيا المصرية القديمة توضح العقائد الدينية والمراسم التأبينية في ذلك الوقت. وجميع القبور المكتشفة قد فُتحت ونُهبت في العصور القديمة وعلى الرغم من ذلك بقت دليلا دامغا على قوة ورخاء ملوك ذلك الزمان.
وتعد هذه المنطقة مركزا للتنقيبات الكشفية لدراسة علم الآثار وعلم المصريات منذ نهاية القرن الثامن عشر إذ تثير مقابرها اهتمام الدارسين للتوسع في مثل هذه الدراسات والتنقيبات الأثرية. وقد ذاع صيت الوادي في العصر الحديث بعد اكتشاف مقبرة توت عنخ أمون كاملة وما دار حولها من أقاويل بخصوص لعنة الفراعنة، وظل الوادي مشتهرا بالتنقيبات الأثرية المنتشرة بين أرجائه حتى اعتُمد موقعًا للتراث العالمي عام 1979 بالإضافة إلى مدينة طيبة الجنائزية بأكملها. ولا تزال عمليات الكشف والتنقيب والترميم جارية في وادي الملوك حتى الآن، وقد افتُتح مؤخرًا مركزا سياحيا هناك.

## جيولوجيا

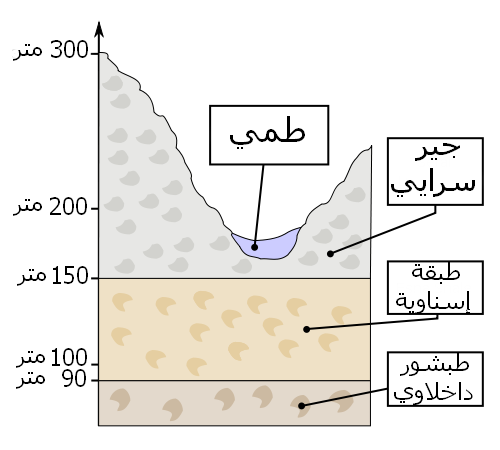
التكوين الصخري للوادي.

تتكون تربة المنطقة الواقع بها وادي الملوك من طبقات كثيفة من الحجر الجيري وصخور رسوبية أخرى (مكونة المنحدرات المنتشرة بالوادي ومنطقة معبد الدير البحري القريبة) علاوة على طبقات رقيقة من طين المرل، ويرجع تاريخ تلك الصخور الرسوبية إلى أكثر من 35 وحتى 56 مليون سنة ماضية حيث ترسبت في هذه المنطقة وقتما كان البحر الأبيض المتوسط يشغل مساحة شاسعة أكبر كثيرا من تلك التي يشغلها الآن وتكون الوادي خلال العصر البلستوسيني (أو العصر الحديث الأقرب) عن طريق التهاطل المستمر للأمطار على هذه البقعة أدت إلى حفر مجار مائية اتصلت ببعضها البعض بمرور الزمن مكونة الوادي الحالي. وتشير الدراسات أن هذا الجزء من الأراضي المصرية يتعرض لهطول مستمر للأمطار بصورة ضئيلة على مدار العام.، كما تتعرض المنطقة عادة لفيضانات مفاجئة مخلفة شوائب تعلق بالمقابر المفتوحة.
وتتميز الصخور الموجودة في وادي الملوك بطبيعتها المتباينة ما بين الصخور الدقيقة الملساء وحتى القطع الصخرية القاسية كبيرة الحجم، وهذا النوع الأخير غير ملائم للبناء أو التشييد، علاوة على الطفل الصفحي والذي تغطي طبقاته مناطق متفرقة من الوادي الأمر الذي زاد من صعوبة بناء المقابر أو حفظ الجثث لعدم ملائمة البيئة المحيطة حيث يتمدد الطفل الصفحي في وجود المياه مما يؤدي إلى تباعد الصخور المحيطة به محدثا شقوقا في جدران وأرضية المقابر، الأمر الذي يؤدي بدوره إلى تسرب المياه داخل المقبرة محدثا ضررا كبيرا سواء في البناء نفسه أو المومياء المحفوظة بداخله، ويعتقد أن نوعية الصخور المستخدمة هي السبب في التحورات التي طالت شكل وحجم بعض القبور المكتشفة.
وقد استفاد البناؤون المصريون من الاختلافات الجيولوجية الموجودة بالوادي، حيث شيدت بعض المقابر عن طريق الحفر المباشر في الشقوق الموجودة بين طبقات الحجر الجيري في حين شيدت أخرى خلف المنحدرات الحصوية وركام الانهيارات الصخرية أو على حواف البروز الصخرية الناتجة عن مجاري الفيضانات القديمة.
وللوقوف على صعوبة تشييد تلك المقابر يجدر بنا النظر إلى مقبرتي رمسيس الثالث ووالده ست نخت، حيث بدأ ست نخت حفر (مقبرة 11) إلا أن العمل بها قد توقف بعدما أدت أعمال الحفر إلى اختراق مقبرة آمون مسو ومن ثم لم يجد ست نخت مفرا سوى اغتصاب (مقبرة 14) الخاصة بالملكة توسرت. وعندما تولّى رمسيس الثالث الحكم، استكمل المقبرة التي سبق وبدأ والده في حفرها. أما مقبرة رمسيس الثاني فقد تم تشييدها على نمط المحور المقوس وهو أولى أساليب بناء المقابر الملكية ويرجع السبب في ذلك إلى نوعية الصخور المستخدمة في تشييد المقبرة وهي غالبا الصخور الناتجة عن الانهيار الصخري الذي حدث بمدينة إسنا.

## وادي الملوك بالهيروغليفية
- الاسم = | G41 | G1 | Aa1 · D21 | O1 | O29 · Y1 | A50 | s | Z4 · Y1 | G7 | N35 | C11 | Z2 · N35 | M4 | M4 | M4 | t · Z2 · N35 | O29 · O1 · O1 | G7 | S34 | U28 | s | D2 · Z1 | R14 | t · t | N23 · Z1 · N35 | R19 | t · O49 | G7 |
- النطق = Pa-cher-aa-schepes-en-heh-en-renpetju-en-pera'a-anch-wedja-seneb-her-imentet-en-waset
- النطق بحروف عربية = پا خِر عا شپسْ إن حِحْ إن رِنْبِتْيو ان پِرْ عا عنخ وِدچا سْنِبْ حِرْ أمِنْتِتْ انْ واسِتْ.
- معني الاسم = " الجبانة العظيمة لفرعون لمليون سنة - عاش معافًا بصحة جيدة - في (مدينة) طيبة الغربية.[13]

ويقرأ الاسم بالمصرية القديمة هنا طبقا للشرح بالإنجليزية من اليسار إلى اليمين.
ملحوظة: نعرف اتجاه القراءة من اتجاه نظرة الأشياء المرسومة. جميع الأشياء المرسومة تنظر هنا إلى اليسار، وبناء على ذلك نقرأ السطر من اليسار إلى اليمين.
في إطار مشروع ترميم المقابر الملكية بالعمارنة فيما بين عامي 1998 و 2002 تم مسح أرضية الوادي باستخدام الرادار، واكتشف الباحثون أن الشقوق الموجودة بالوادي تمتد تحت ركام الانهيارات الصخرية مكونة رفوفا صخرية طبيعية كقطعة الواحدة فوق الأخرى لأمتار عديدة تحت السطح الصخري المكون لأرضية الوادي.

### هيدرولوجيا

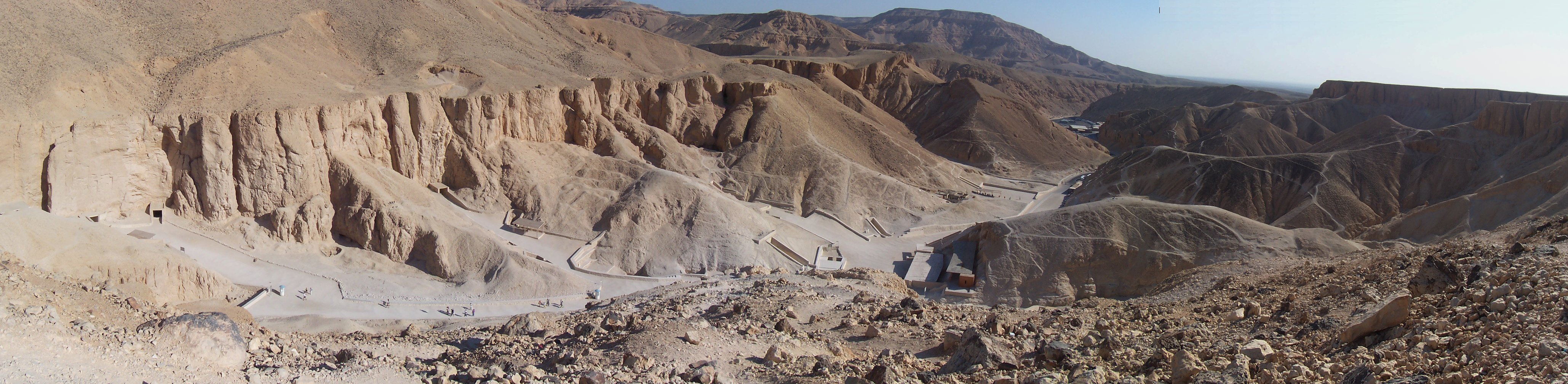
صورة بانورامية للوادي تتجه شمالا.

تقع تلال طيبة والتي يوجد بها وادي الملوك في إحدى المناطق المعرضة للعواصف الرعدية الشديدة، كما أكدت الدراسات الحديثة إلى أن سبعة مسارات فيضانية نشطة على أقل تقدير تصب في قلب الوادي، وهي المنطقة التي تشير التقارير أنها تعرضت للفيضانات في نهاية عهد الأسرة الثامنة عشر الأمر الذي أدى إلى اندثار العديد من المقابر تحت ترسيبات الفيضان وهو ما أكدته أعمال الحفر والتنقيب أثناء اكتشاف كل من مقبرة 63 ومقبرة 62 ومقبرة 55 والتي تم الكشف عنها في الأرضية الصخرية الفعلية للوادي والتي غطتها الترسيبات الفيضانية وعليه تم تحديد المستوى الحقيقي لأرضية الوادي في ذلك العصر والتي تنخفض لأكثر من خمسة أمتار عن مستواها الآن. وفي أعقاب الأسرة الثامنة عشر عمل الفراعنة على تسوية أرض الوادي ومن ثم تتجمع الترسيبات الفيضانية بعيدا عن منطقة المقابر ومن ثم بقيت تلك المقابر محفوظة حتى تم اكتشافها أواخر القرن العشرون، تلك المساحة المستوية من الأرض كانت محل الدراسة في إطار مشروع ترميم المقابر الملكية بالعمارنة والتي أكدت عمليات المسح الراداري للمنطقة وجود العديد من الاختلافات تحت سطح الأرض ثبت فيما بعد أن إحدى هذه الاختلافات التكوينية هي مقبرة 63 المكتشفة أخيرا.

## التاريخ

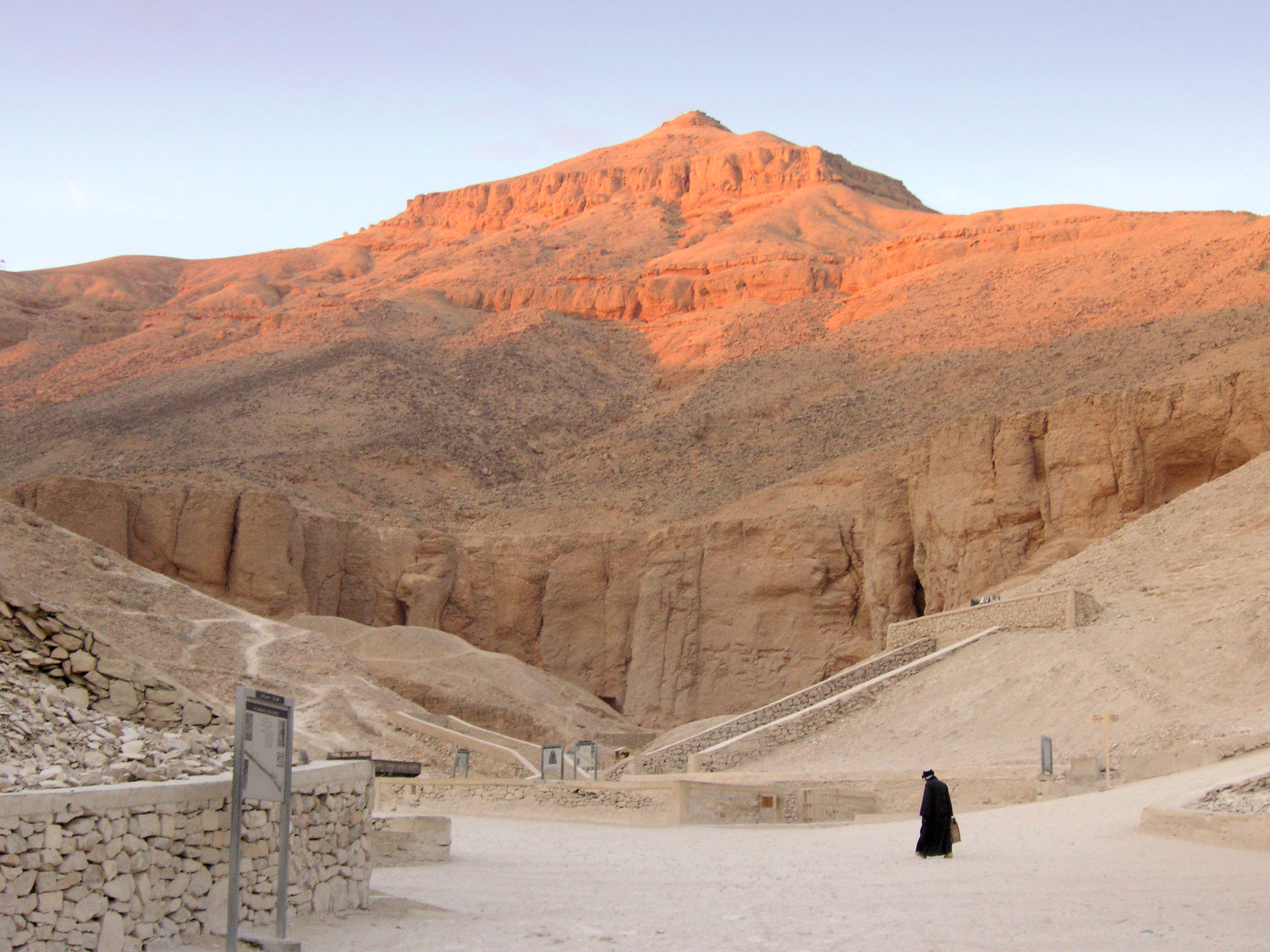
قمة القرن بشكلها الهرمي تبدو مشرقة على وادي الملوك.

بدأ الإنسان المصري القديم في سكنى وادي الملوك منذ العصر الحجري الوسيط. تعلو قمة القرن هضاب طيبة جميعها والتي عرفها المصريون القدماء باسم تا ديهنت (وتعني القمة بالهيروغليفية) والتي تبدو هرمية الشكل عند النظر إليها من مدخل الوادي في مظهر يماثل أهرامات الدولة القديمة التي استخدمت كمقابر قبل آلاف السنين من إنشاء أول مقبرة ملكية في الوادي، ويرجح بعض علماء المصريات إلى أن الشكل الهرمي للقمة هو أحد أسباب اختيار هذه البقعة لتشييد مقابر الملوك تماما كاستخدام الأهرامات لدفن الملوك في عصر الدولة القديمة، وقد كان موقع وادي الملوك المنعزل نسبيا سببا في صعوبة وصول اللصوص ونابشي القبور إليه مما ساعد القوات الملكية الخاصة بحماية القبور (المدچاي) على حماية المدينة الجنائزية بأكملها.
بات الاعتقاد لفترة طويلة أن البنايات هرمية الشكل ولا سيما أهرامات الجيزة هي النموذج التقليدي للمقابر الملكية في مصر القديمة على مختلف عصورها إلا أن أغلب المقابر الملكية منحوتة بالكامل من الصخر، فعلى الرغم من أن الأهرامات والمصاطب (نماذج المقابر الملكية في عصر الدولة القديمة) قد تم تشييدهم عن طريق الاقتطاع من مستوى سطح الأرض إلا أنه يوجد في مصر العديد من المقابر الملكية المنحوتة بالكامل من الصخر (على شاكلة المقابر الملكية بوادي الملوك) والتي يرجع تاريخها إلى عصر الدولة القديمة.
وبعد هزيمة الهكسوس وإعادة توحيد مصر تحت قيادة أحمس الأول عمل ملوك طيبة على تشييد مقابر شامخة لهم تكون دليلا على قوتهم الصاعدة، وعلى الرغم من ذلك تشير بعض الدراسات إلى أن مقبرتي أحمس الأول وابنه أمنحتب الأول موجودتان بالمدينة الجنائزية الخاصة بالأسرة السابعة عشر بمنطقة ذراع أبو النجا غرب الأقصر، (وإن كان موقعا المقبرتين لم يتم الكشف عنهما بشكل قاطع حتى الآن) إلا أن دراسات أخرى تؤكد أن أولى المقابر الملكية التي شيدت في الوادي هما مقبرتي أمنحتب الأول (والتي لم يتم تحديدها)، وتحوتمس الأول والتي تبدو على جدرانها نصائح كبير مستشاريه إنيني والذي وجه نصحه للملك باختيار هذه البقعة لتشييد مقبرته (والدراسات مستمرة حتى الآن لتحديد مقبرة تحوتمس الأول بشكل قاطع إذ يدور الخلاف حول المقبرتين مقبرة 20 ومقبرة 38).
| وادي الملوك | ارتأيت وحدي نحت مقبرة جلالته في الصخور هاهنا، وما من سميع وما من بصير. | وادي الملوك |

وبدأ استخدام الوادي لدفن الملوك أول مرة قرابة عام 1539 ق.م. واستمر دفن ملوك الدولة الحديثة فيه حتى عام 1075 ق.م. ويضم 63 مقبرة على أقل تقدير، بداية من مقبرة تحوتمس الأول (ولربما قبل ذلك التاريخ أيضا وتحديدا إبان عصر أمنحتب الأول) ونهاية بعهد رمسيس العاشر أو رمسيس الحادي عشر، إلا أن عمليات الدفن قد استمرت لأفراد لا يمتون بصلة للأسر الحاكمة في مقابر مغتصبة بعد هذا التاريخ.
وعلى الرغم من الاسم إلا أن وادي الملوك لا يضم مقابر للملوك فحسب؛ بل يضم مقابر للنبلاء المقربين للملوك بالإضافة لمقابر تضم زوجات الملوك وأبنائهم وكذلك زوجات النبلاء وأبنائهم وعليه فإن المقابر الفعلية التي تضم رفات الملوك والنبلاء وأعضاء الأسر الحاكمة لا يتعدى عددهم العشرين مقبرة في حين تشكل القبور التي لم يتم تحديد هوية أصحابها وكذلك المومياوات المحنطة والمدفونة في حفر بجوف الأرض باقي المقابر وغرف الدفن التي تم الكشف عنها.
ومع بداية عهد رمسيس الأول (قرابة عام 1301 ق.م.) بدأ العمل بشكل منفصل في تشييد وادي الملكات على مقربة من وادي الملوك.

### المدينة الجنائزية الملكية
عرف وادي الملوك قديما باسم المدينة الجنائزية الملكية العظمى لملايين السنين من حياة الفرعون وقوته وصحته بغرب طيبة (اسم المدينة بالهيروغليفية مكتوب بالأسفل) كما عرف أيضا باسم تا سيخت ماعت «أي الوادي العظيم» وكان هذا هو الاسم الأكثر انتشارا.
| G41 | G1 | Aa1 · D21 | O1 | O29 · Y1 | A50 | s | Z4 · Y1 | G7 | N35 | C11 | Z2 · N35 | M4 | M4 | M4 | t · Z2 · N35 | O29 · O1 · O1 | G7 | S34 | U28 | s | D2 · Z1 | R14 | t · t | N23 · Z1 · N35 | R19 | t · O49 | G7 |

في أوائل عصر الأسرة الثامنة عشر كان الملوك وحدهم من يدفنون في مقابر كبيرة، وعند دفن أحد الأفراد خارج أعضاء الأسرة الحاكمة كان عادة ما يدفن في حجرة منحوتة من الصخر بجوار مقبرة سيده، كما جرت العادة أن يدفن الملك في مقبرة بجوار مقبرة أبيه ويبرهن على ذلك مقبرة أمنحتب الثالث والتي تم تشييدها في الوادي الغربي، وعندما تقلد ابنه إخناتون سدة الحكم قام بنقل مقبرته الشخصية إلى العمارنة ومن ثم يعتقد بإن المقبرة الغير مكتملة (مقبرة 25) هي المقبرة التي أعدت مسبقا له، ومع العودة إلى الديانة المصرية الأصلية في نهاية عصر الأسرة الثامنة عشر عاد الملوك ليدفنوا في المدينة الجنائزية وكان على رأس هؤلاء الملوك توت عنخ أمون وخپر خپرو رع آي وحورمحب.
وشهد عصر الأسرتين التاسعة عشر والعشرين زيادة في عدد المقابر المشيدة سواء بوادي الملوك أو الملكات، بداية من عهد رمسيس الثاني ومن بعده رمسيس الثالث اللذان قاما ببناء مقبرتين هائلتين لهما ولأولادهما من بعد وهما المقبرتان مقبرة 5 ومقبرة 3 على الترتيب، كما يوجد العديد من الملوك الذين لم يدفنوا في المدينة الجنائزية أو لم يتم الاستدلال على مقابرهم بعد؛ فمثلا هناك زعم بأن تحوتمس الثاني دفن في منطقة ذراع أبو النجا (على الرغم من العثور على مومياته الملكية في الجبانة الملكية بالدير البحري)، كما لم يتم الاستدلال على موقع دفن سمنخ كا رع وكذلك رمسيس الثامن والذي يرجح دفنه في منطقة مغايرة للمدينة الجنائزية.
وتماشيا مع الشعائر الدينية الأصيلة منذ عصر بناة الأهرامات حيث كان يلحق معبدا جنائزيا بجوار الهرم، استمرت التقوس نفسها في العصور المتتالية ولكن مع العمل على إخفاء مقبرة الملك عمدا، شيدت هذه المعابد على مسافة بعيدة من موقع الدفن الأساسي وقريبا من الأراضي الزراعية المواجهة لمدينة طيبة، وتحولت هذه المعابد لمزارات أثناء الأعياد المختلفة التي أقيمت في المدينة الجنائزية كعيد الوادي الجميل والذي يحتفل فيه بالإله آمون-رع وقرينيه موط وخونسو بترك معبد الكرنك لزيارة معابد الملوك المتنيحين بالضفة الغربية للنيل وضرائحهم بالمدينة الجنائزية.
ويرجع الفضل في إنشاء هذه المقابر وتزيينها بالنقوش واللوحات الجدارية إلى عمال قرية دير المدينة الواقعة في الوادي الضيق الذي يفصل بين وادي الملوك ووادي الملكات بمواجهة طيبة وكان العمال يتنقلون بين قريتهم ومحل عملهم عن طريق طرق معبدة بين تلال طيبة، وتم معرفة الكثير عن هؤلاء العمال من خلال السجلات والوثائق الرسمية التي تم العثور عليها في المقابر، ومن ضمن هذه الوثائق وثيقة تتحدث عن إضراب للعمال ربما يكون الأول في تاريخ البشرية وهي الوثيقة المعروفة عالميا باسم بردية إضراب تورينو.

## استكشاف الوادي

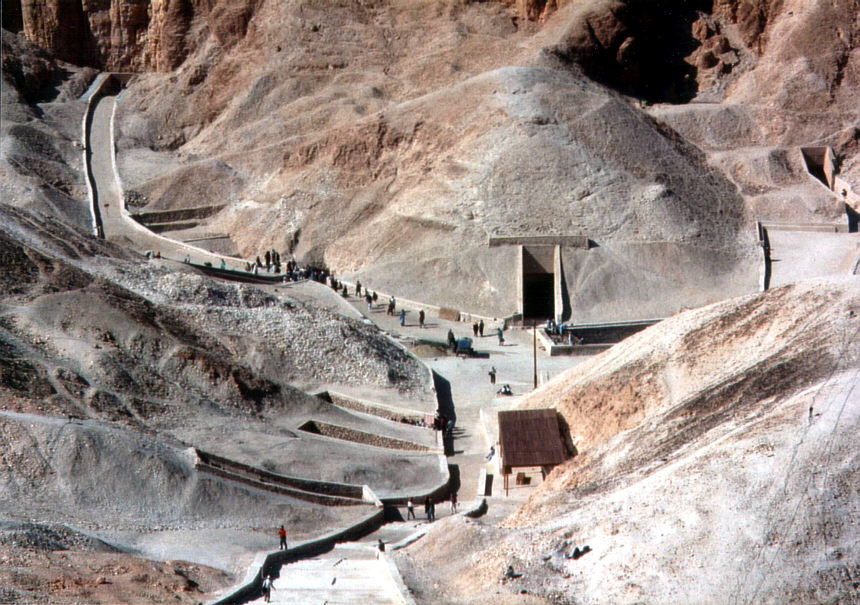
منظر عام للوادي الشرقي يظهر مدخل مقبرة توت عنخ أمون.

تعتبر منطقة وادي الملوك واحدة من أكبر مناطق الاستكشافات الأثرية المتعلقة بعلم المصريات على مدار القرنين الأخيرين، بعد أن كانت مجرد مزارا سياحيا في العصور القديمة (خاصة أيام العصر الروماني)، كما كانت هذه المنطقة شاهدا على التحول الذي طال منهجية دراسة تاريخ مصر القديمة والذي بدأ من سرقة الآثار ونهب المقابر حتى وصل إلى ما عليه الآن من استكشافات علمية أزاحت الستار عن مدينة طيبة الجنائزية بأكملها، وعلى الرغم من هذه الاستكشافات كلها إلا أنه لم يتم توثيق أكثر من إحدى عشر مقبرة بشكل كامل بعد معرفة كل التفاصيل المتعلقة بها وبأصحابها.
وتحوي العديد من المقابر نقوشا على جدرانها خلفها السائحون منذ زمن بعيد، حيث حدد الباحث چول بايليه أكثر من 2100 نقشا على جدران المقابر باللغتين اللاتينية واليونانية علاوة على عدد أقل من النقوش بلغات أخرى مثل الفينيقية والقبطية وبعض اللغات الأخرى، ووجد أغلب تلك النقوش في المقبرة مقبرة 9 والتي عثر فيها على قرابة الألف نقش يرجع تاريخ أقدمها إلى حوالي عام 278 ق.م.
وبحلول عام 1799 تم رسم أول خريطة لمواقع المقابر المكتشفة حتى ذلك الوقت ويرجع هذا العمل لعلماء الحملة الفرنسية على مصر وخاصة دومينيك ڤيڤانت كما لوحظ لأول مرة وجود الوادي الغربي (حيث حدد كلا من پروسپير چولواه وإدوارد دو ڤيلييه دو تيراچ موقع مقبرة أمنحتب الثالث والمعروفة بالمقبرة 22)، كما ضم وصف مصر مجلدين من أصل أربعة وعشرين مجلدا يحويان تدوينا كاملا لملاحظات علماء الحملة ووصفهم للمنطقة المحيطة بطيبة.
واستمرت الحملات الكشفية الأوروبية بعد هذا التاريخ مع أوائل القرن التاسع عشر بدافع من نجاح شامبليون في فك رموز كتابة اللغة الهيروغليفية، فبدأت الحملات الكشفية بقيادة بلزوني موكلا من قبل هنري سولت، وبالفعل تمكن بلزوني من اكتشاف العديد من المقابر منها؛ مقبرة خپر خپرو رع آي بالوادي الغربي (مقبرة 23) عام 1816 ثم مقبرة سيتي الأول (مقبرة 17) في العام التالي، ومع نهاية زيارته للمنطقة أعلن بلزوني أن ما تم العثور عليه خلال هذه الحملة الاستكشافية هو أقصى ما يمكن العثور عليه ولم يبق شيئا آخر ذو قيمة للتنقيب عنه، ويذكر أن في تلك الأثناء نفسها كان القنصل العام الفرنسي برناردينو دروفيتي (غريم بلزوني وسولت) يعمل بشكل منفرد هو الآخر في نفس منطقة البحث.
ومع إعادة تولية جاستون ماسبيرو لرئاسة مصلحة الآثار المصرية تغير أسلوب التنقيب في الوادي، حيث قام ماسبيرو بتعيين هوارد كارتر رئيسا للمفتشين بمصر العليا، وبالفعل نجح الشاب في اكتشاف العديد من المقابر الجديدة علاوة على مساهماته في الكشف عن المقبرتين مقبرة 42 ومقبرة 20.

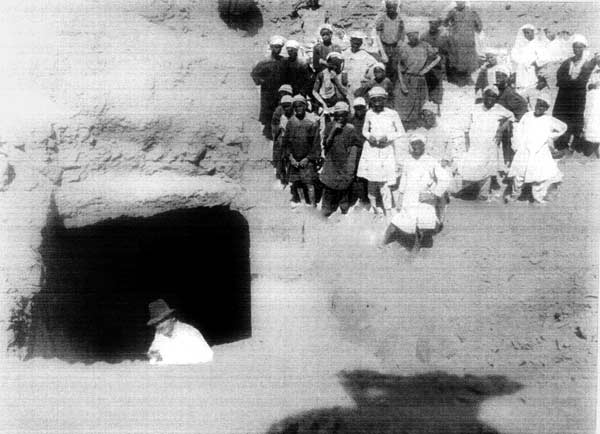
مدخل مقبرة حورمحب بعد اكتشافها مباشرة عام 1908.

ومع إشراقة فجر القرن العشرين، نجح المحامي الأمريكي ثيودور ديفيز في الحصول على إذن بالبحث والتنقيب في المنطقة من الحكومة المصرية، ونجح فريقه بقيادة عالم المصريات البريطاني إدوارد راسل آيرتون في الكشف عن العديد من المقابر الملكية والغير ملكية (منها المقبرة 43 والمقبرة 46 والمقبرة 57)، كما نجحوا في العثور على دلائل لجبانة عصر العمارنة في المقبرة 55، بعدها قاموا باستخراج ما تبقى من آثار توت عنخ أمون المدفونة من المقبرتين مقبرة 54 ومقبرة 58 وأعلنوا بذلك نهاية الاستكشافات بوادي الملوك إلى الأبد وعدم إمكانية العثور على أي آثار أو مقابر أخرى وجاء هذا في الكتاب الذي قام ديفز نفسه بنشره عام 1912 تحت عنوان مقابر حورمحب وتوت عنخ أمون مذيلا الكتاب في صفحته الأخيرة بتعليقه على الاستكشافات الأخيرة:
| وادي الملوك | أعتقد أن وادي الملوك قد استنفد تماما | وادي الملوك |

وبعد وفاة ديفيز مطلع عام 1915 حصل جورج هيربرت (إيرل كرنرفون الخامس) على حق امتياز البحث والتنقيب في وادي الملوك وقام بتعيين هوارد كارتر على رأس فريقه من المستكشفين، وبالفعل تمكن الفريق من العثور على المقبرة الحقيقية لتوت عنخ أمون والمعروفة بالمقبرة 62 في نوفمبر من عام 1922.
واستمرت العديد من البعثات الكشفية في التنقيب والبحث حتى وقتنا الحالي مضيفة العديد من المعلومات والحقائق عن هذه المنطقة حتى جاء مشروع تخطيط طيبة عام 2001 وقام بوضع العديد من اللوحات الإرشادية التي تقدم الكثير من المعلومات والخرائط للمقابر المفتوحة.

## تطور المقابر
الموقع
شيدت المقابر الأولى داخل الشقوق الموجودة أعلى منحدرات ركام الانهيارات الحجرية وأسفل شلالات كانت تغذيها مياه الأمطار من قبل (مثال على ذلك المقبرتين مقبرة 34 ومقبرة 43)، ومع استنفاذ هذه المساحة بدأ تشييد المقابر على أرض الوادي نفسه ثم عاد تدريجيا في الصعود على المنحدرات مرة أخرى عندما بدأت رواسب الفيضانات في ملئ أرضية الوادي، ويدلل على هذه النظرية العثور على مقبرتين؛ مقبرة 62 ومقبرة 63 مشيدتين بأرضية الوادي.
التصميم

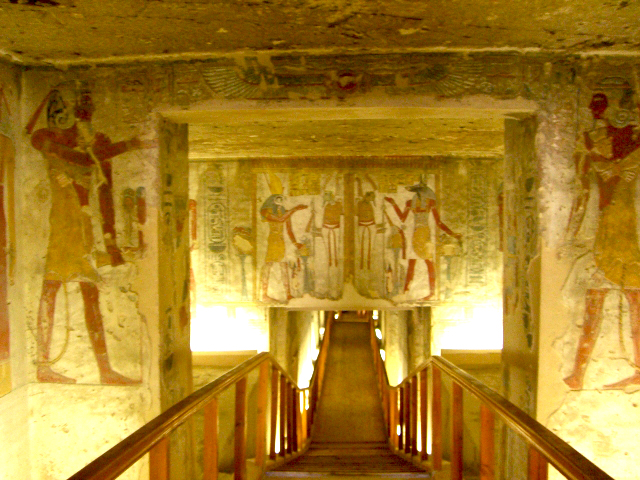
منظر للممر الهابط من داخل مقبرة توسرت وست نخت.

صممت المقابر عادة على نحو ممر طويل هابط محفور داخل الصخور مخترقا ردهة أو أكثر (يماثل في ذلك رحلة إله الشمس نحو العالم السفلي) وينتهي عند حجرة الدفن، وفي البداية كانت تلك الممرات تدور بمعدل 90 درجة على الأقل مرة واحدة خلال مسيرتها نحو حجرة الدفن (كالمقبرة مقبرة 43 الخاصة بتحوتمس الرابع)، كما كانت حجرة الدفن خرطوشية الشكل خاصة في المقابر الأكثر قدما وأوائل المقابر التي تم تشييدها بوادي الملوك (يمكن رؤية هذا أيضا داخل مقبرة تحوتمس الرابع)، وعرف هذا التصميم في تشييد المقابر باسم نظام "المحور المقوس"، وبعد الانتهاء من دفن المومياء يملئ الجزء الأعلى من الممر المؤدي إلى الحجرة الفن بالأنقاض ثم إخفاء باب المقبرة تحت الرمال، وفي نهاية حقبة العمارنة بدأ التخلي عن نظام "المحور المقوس" في تصميم المقابر وبدأ المهندسون في تصميم مقابر أكثر استقامة بصورة تدريجية معتمدين في ذلك على نظام "المحور المهرول" في الجزء الأوسط من المقبرة (وتعد مقبرة 57 الخاصة بحورمحب نموذجا مثاليا لهذا التصميم وهي من المقابر التي يتم فتح أبوابها للزوار في بعض الأحيان) حتى تبنوا نظام ""المحور المستقيم" في تشييد المقابر الخاصة بأواخر ملوك الأسرة التاسعة عشر وملوك الأسرة العشرين (كما هو الحال في المقبرتين مقبرة 11 ومقبرة 6 الخاصتين برمسيس الثالث ورمسيس التاسع على الترتيب)، ومع استقامة محور المقبرة تضاءلت زاوية ميل الممرات بها حتى اختفى هذا الميل تماما في مقابر ملوك الأسرة العشرين، كما تعد الآبار المحفورة بالداخل من السمات المميزة لمقابر تلك المنطقة وكان الهدف من وراء ذلك هو تقليل كمية مياه الفيضان التي تصل لأسفل حجرة الدفن ثم أضيفت على هذه الآبار صبغة دينية سحرية، حيث اعتبرت آبارا تبتلع أرواح اللصوص والعابثين بقبور الملوك ومنها أيضا تزلف روح المتوفي إلى جسده، وعلى الرغم من أن هذه البئر لم يتم حفرها داخل بعض المقابر الخاصة بالأسرة العشرين إلا أن الغرفة التي جرت العادة على حفر البئر بداخلها ظلت موجودة في تلك المقابر.
الزخارف

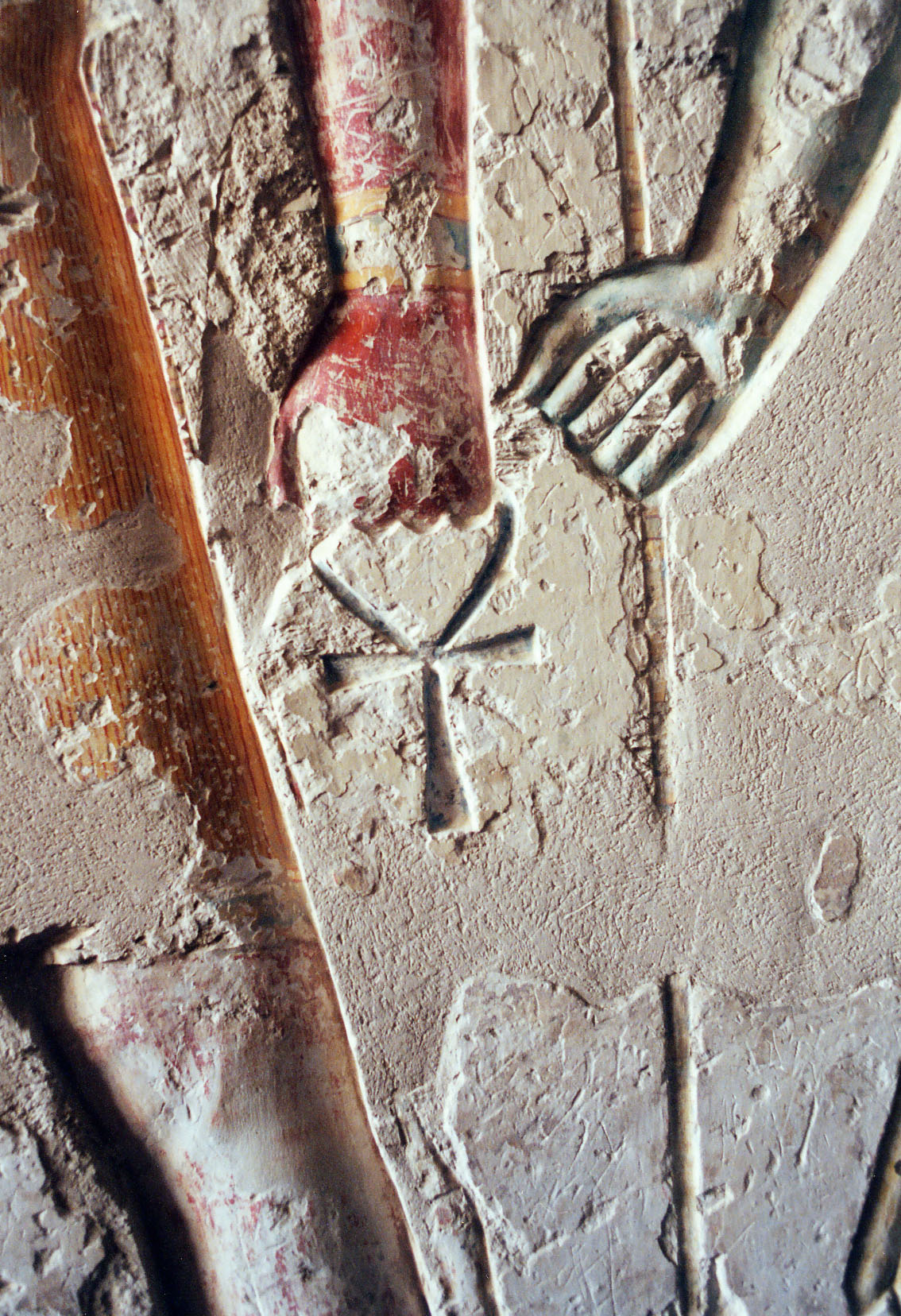
نقوش من مقبرة رمسيس الرابع.

زينت أغلب المقابر الملكية بالصور والنصوص الدينية؛ فالمقابر الأولى زينت بمشاهد من الآمدوات والذي يعني بالهيروغليفية (هذا الذي في العالم السفلي) وتصف هذه المشاهد رحلة إله الشمس خلال الإثنتى عشرة ساعة المظلمة حتى مطلع الفجر، ومع بداية عصر حورمحب بدأ تزيين المقابر بمناظر مستوحاة من كتاب البوابات والذي يصور عبور إله الشمس من بوابات الظلام الإثنتى عشر التي تقسم الليل حتى صعوده للسماء في مطلع اليوم الجديد ومن ثم يرسل الطمأنينة على صاحب المقبرة وينجيه من وحشة الليل، والجدير بالذكر هنا أن المقابر الملكية الأولى بوادي الملوك كانت قليلة الزخارف في حين كانت المقابر الغير ملكية غير مزخرفة على الإطلاق.
وبحلول عصر الأسرة التاسعة عشر أضيفت نصوص كتاب الكهوف إلى الجزء العلوي من المقبرة وهي نصوص دينية تصف العالم السفلي مقسما لستة كهوف شديدة الكبر يجتمع فيها الآلهة والبشر في انتظار صعود إله الشمس إلى السماء ليبعثهم جميعا للحياة من جديد، وقد تم العثور على النصوص الكاملة لكتاب الكهوف في مقبرة رمسيس السادس، في حين تظهر مقبرة رمسيس الثالث نصوصا من كتاب الأرض والذي يصف العالم السفلي مقسما لأربعة أقسام وتنتهي النصوص بانتشال الإله نو لقرص الشمس من الأرض ويصعد به للسماء لتبدأ الحياة الأبدية.
ومع بداية عصر سيتي الأول بدأ تزيين أسقف المقابر بمشاهد ونصوص دينية مستوحاة من كتاب السماوات والذي يصف مجددا رحلة إله الشمس خلال ساعات الليل الإثنتي عشر حتى صعوده للسماء مرة أخرى، كما ظهرت لأول مرة عبارات من صلاة رع على جدران المقابر لأول مرة وهي من النصوص الجنائزية الطويلة التي تمثل مناجاة المتوفي لإله الشمس طالبا منه أن يبعثه مجددا للحياة.
محتويات المقبرة

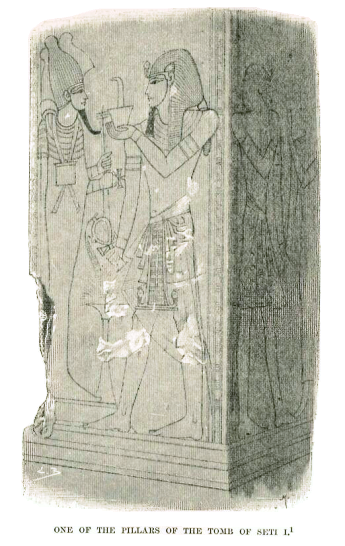
أحد الأعمدة من مقبرة سيتي الأول.

كانت المقابر غنية بالمحتويات الموجودة بداخلة والتي كانت بمثابة كل حاجيات المتوفي التي ستمكن له حياة مريحة في الآخرة، كما ضمت المقابر العديد من التعاويذ السحرية كالأوشبتي بالإضافة إلى تماثيل الآلهة، كما ضمت المقابر بعض من مقتنيات الملك في حياته الأولى (كزوج النعال الخاص بتوت عنخ أمون) بجانب بعض المقتنيات التي صممت خصيصا لتدفن مع الملك.

### ترقيم المقابر
يستخدم حرفي KV قبل كل رقم لتكويد المقابر المكتشف، والحرفان اختصار لكلمتي Kings' Valley وتعنيان وادي الملوك بالإنجليزية، والمقابر تم ترقيمها بحسب أولوية الاكتشاف؛ بداية من مقبرة رمسيس السابع وهي المقبرة 1 أو KV1 وحتى المقبرة 63 (KV63) التي تم اكتشافها عام 2005 بغض النظر عن كون العديد من المقابر قد تم اكتشافها منذ زمن بعيد عدا المقبرة مقبرة 5 والتي أعيد اكتشافها في التسعينات من القرن الماضي (بعد أن تجاهلها مكتشفوها الأصليون واعتبارها ليست ذات أهمية تاريخية كبرى)، في حين يستخدم حرفي WV قبل مل رقم لتكويد المقابر التي تم اكتشافها في الوادي الغربي وإن كانت تتبع نفس نظام الترقيم المتبع في مقابر وادي الملوك (والحرفين اختصار لكلمتي West Valley وتعنيان الوادي الغربي بالإنجليزية)، وإن كان قد تم تعميم الاختصار KV لكل المقابر المكتشفة في وادي الملوك بشطريه؛ الوادي الشرقي والوادي الغربي مع بداية تطبيق مشروع تخطيط طيبة.
جدير بالذكر أن هناك بعض المقابر الغير مشغولة، والبعض الآخر لم يستدل على هوية أصحابها بعد بالإضافة إلى بعض الحفر في جوف الأرض والتي كانت تستخدم للتخزين، وتقع أغلب المقابر المفتوحة في الوادي الشرقي بوادي الملوك حيث يتواجد أكثر السياح المرتادين لهذه المنطقة بالإضافة إلى المرافق والتسهيلات اللازمة.

### الأسرة الثامنة عشر

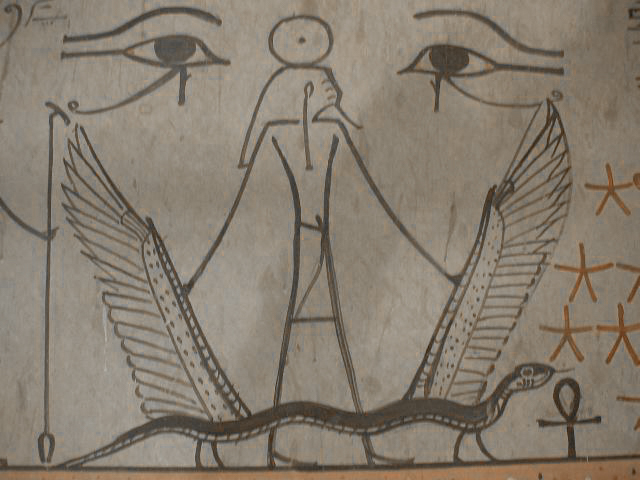
نقوش من مقبرة تحوتمس الثالث.

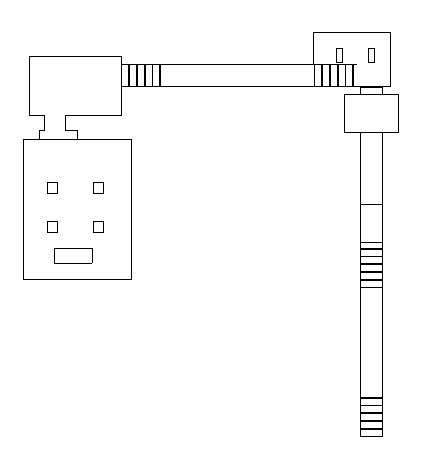
تصميم المحور المقوس السائد في مقابر الأسرة الثامنة عشر.

تتباين مقابر الأسرة الثامنة عشر فيما بينها من ناحية التصميم والزخرفة والموقع، حيث صممت المقابر في بادئ الأمر دون وضع تصاميم مسبقة أو اتباع لتصاميم المقابر السابقة وهو ما يتضح جليا في التصميم الداخلي الفريد لمقبرة حتشبسوت (مقبرة 20) خاصة في الممر الهابط الملتوي لمسافة 200 متر من مدخل المقبرة حتى حجرة الدفن التي تبعد عن السطح بمسافة 97 متر فقط، ومن بعد هذا التاريخ بدأ تشييد المقابر وفق تصميمات ثابتة ومنظمة، وتعتبر مقبرتي تحوتمس الثالث وتحوتمس الرابع وهما المقبرتين مقبرة 34 ومقبرة 43 خير مثال لمقابر الأسرة الثامنة عشر سواء من ناحية التصميم المتبع بنظام المحور المقوس أو الزخارف البسيطة.
وتعد مقبرة أمنحتب الثالث بالوادي الغربي (مقبرة 22) أكثر مقابر الأسرة الثامنة عشر فخامة على الإطلاق، وقد تمت إعادة دراسة هذه المقبرة في التسعينات من القرن الماضي بواسطة فريق علمي من جامعة واسيدا اليابانية إلا أن هذه المقبرة غير متاحة للزيارة حتى الآن.
ومنذ بداية عصر الأسرة الثامنة عشر بدأ السماح بدفن النبلاء في مقابر بجوار الملوك، ومن أشهر مقابر النبلاء بوادي الملوك مقبرة الزوجين يويا وتيويو (مقبرة 46) واللذان يعتقدا أن يكونا والدي الملكة تيي وكانت مقبرتهما هي أحسن مقابر وادي الملوك حالا حتى اكتشاف مقبرة توت عنخ أمون.

#### حقبة العمارنة

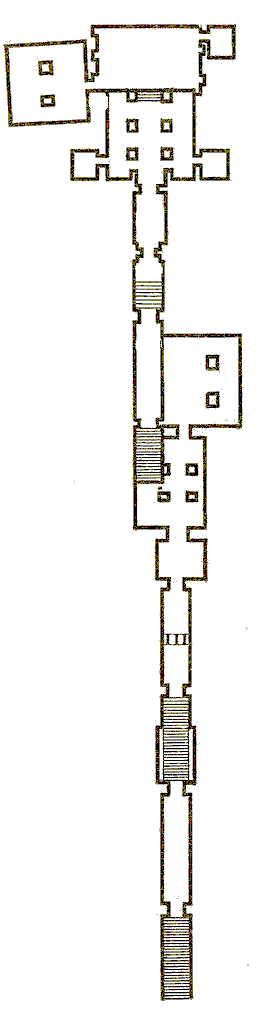
تصميم المحور المهرول السائد في مقابر الأسرة التاسعة عشر.

يلاحظ وجود تغيرا كبيرا في التصميم الداخلي بعد عودة المقابر الملكية مرة أخرى إلى طيبة بنهاية حقبة العمارنة، خاصة مع تبني تصميم المحور المهرول كتصميم نموذجي لمقابر ملوك هذه الحقبة الزمنية وهو ما مهد الطريق لتبني تصميم المحور المستقيم خلال عصر الأسر التالية، وقد تم العثور على مقبرة غير منتهية في الوادي الغربي يعتقد أنها كانت معدة لإخناتون ولم تعدو عن كونها بوابة وممر هابط مدرج، وبالقرب من هذه المقبرة توجد مقبرة خپر خپرو رع آي خليفة توت عنخ أمون ويعتقد أن هذه المقبرة كانت مقبرة توت عنخ أمون في الأساس (إذ تحوي نفس أسلوب النقش والزخرفة المتبع في المقبرة التي تم العثور على مومياء توت عنخ أمون بداخلها) ولكنها اغتصبت فيما بعد ليدفن فيها آي مما يعني أن المقبرة مقبرة 62 هي مقبرة آي الأصلية ومن ثم تفسيرا لحجمها الصغير نسبيا والنقوش التي لا تساير نقوش المقابر الملكية في ذلك الوقت.
أما باقي مقابر ملوك حقبة العمارنة فموجودة بالمنطقة الوسطى بوسط الوادي الشرقي مع احتمال أن تكون جبانة المومياوات التي عثر عليها بالمقبرة 55 هي الأخرى لملوك من حقبة العمارنة أمثال تيي وسمنخ كا رع وإخناتون.

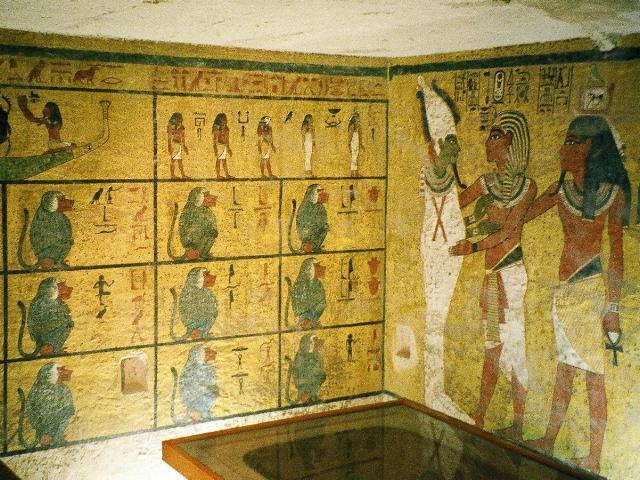
نقوش من حجرة الدفن بمقبرة توت عنخ أمون.

وبالقرب من جبانة المومياوات هذه تقع مقبرة توت عنخ أمون والتي تعتبر أكبر كشف لعلماء الآثار الغربيين في العصر الحديث والتي تم اكتشافها على يد هوارد كارتر في الرابع من نوفمبر عام 1922 والذي استمر العمل في كشفها وترميمها حتى عام 1932 وكان هذا هو أول المقابر الملكية التي يتم الكشف عنها والعثور عليها بحالة جيدة وشبه مكتملة على الرغم من دخول لصوص المقابر إليها وكانت تعتبر آخر الاكتشافات الكبرى بوادي الملوك حتى اكتشاف المقبرة الأخيرة (مقبرة 63) في العاشر من مارس عام 2005، فعلى الرغم من صغر مقبرته نسبيا إلا أن محتويات المقبرة تدل على الرخاء الذي شهده عهد توت عنخ أمون وربما لا تزال هناك مقابر أخرى تضم كنوزا أكبر من تلك التي احتوتها مقبرة توت عنخ أمون.
وفي نفس المنطقة الوسطى التي تضم المقبرتين؛ مقبرة 62 ومقبرة 63 توجد أيضا الحجرة 64 أو مقبرة 64 وهي عبارة عن عيوب في طبقات الأرض السفلى كشفه المسح الرادراي أثناء مشروع تخطيط طيبة وتم الإعلان عن اكتشافها في الثامن والعشرين من يوليو عام 2006 على أساس أنه مقبرة أو حجرة دفن على أقل تقدير إلا أن المجلس الأعلى للآثار عاد لينفي أي زعم لوجود مقبرة أثرية في هذا المكان.
وبالقرب من هذه المنطقة أيضا توجد مقبرة حورمحب (مقبرة 57) والتي نادرا ما يتم السماح للزوار بدخولها، غير أنها تضم العديد من السمات المميزة علاوة على زخارفها الدقيقة والتي تمثل مرحلة انتقالية في فن زخرفة المقابر بين حقبة العمارنة وعصر الأسرة التاسعة عشر الذي يليها.

### الأسرة التاسعة عشر

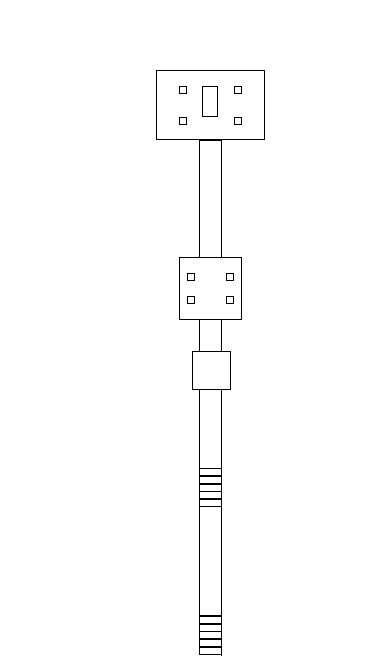
تصميم المحور المستقيم السائد في مقابر أواخر الأسرة التاسعة عشر والأسرة العشرين.

شهدت مقابر الأسرة التاسعة عشر نوعا من الثبات سواء من ناحية التصميم أو النقوش المزينة للجدران وكانت مقبرة الملك رمسيس الأول أولى مقابر الأسرة التاسعة عشر التي تم تشييدها في وادي الملوك، ويلاحظ العجلة في الانتهاء من تصميمها بسبب وفاة الملك، فالمقبرة لا تتعدى كونها ممرا هابطا محفورا بين الصخور منتهيا بحجرة للدفن ومع ذلك فالمقبرة تحوي العديد من النقوش النابضة بالحياة علاوة على التابوت الملكي، وموقعها المتوسط في منتصف الوادي يدل على أهميتها وأهمية صاحبها وكونها واحدة من أكثر المقابر التي تردد عليها الزوار بعد وفاة الملك خلال الأعياد الدينية والاحتفالات الجنائزية، كما تعد المقبرة نموذجا لتطور تصميم مداخل المقابر الملكية وكذلك الطرقات والنقوش بداخلها.
أما مقبرة ولده وولي عهده سيتي الأول (مقبرة 17) (والمعروفة أيضا باسم مقبرة بلزوني وكذلك مقبرة أبيس) فتعد أفضل مقابر الوادي على الإطلاق لما تحتويه من لوحات جدارية ونقش بارز حتى أن بلزوني نفسه عندما أعاد اكتشاف هذه المقبرة عام 1817 أعلن أن هذا اليوم «...أسعد الأيام حظا...».
وبدوره أسس رمسيس الأكبر ابن سيتي الأول وخليفته على عرش مصر مقبرة هائلة وهي المقبرة 7 إلا أنها في حالة شديدة التهالك وتخضع حاليا لعمليات حفظ وترميم يقوم بها فريق مصري-فرنسي مشترك بقيادة كريستيان لوبلانك، والمقبرة شيدت على مساحة أكبر من تلك التي شيدت عليها مقبرة والده سيتي الأول وإن كانتا الإثنتين بنفس الطول تقريبا.

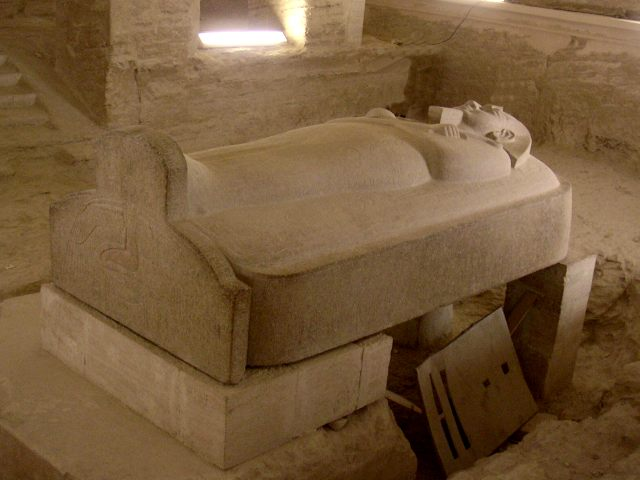
التابوت الحجري لمرنبتاح معروضا داخل مقبرته.

وفي نفس الوقت الذي قام فيه رمسيس بتشييد مقبرته الخاصة أصدر أوامره بالعمل على توسعة مقبرة أحد نبلاء الأسرة الثامنة عشر المجهولين (مقبرة 5) المواجهة لمقبرته وذلك لتكون من نصيب أبنائه، وتم الكشف عن 120 حجرة دفن بداخل هذه المقبرة وما زال العمل جاريا فيها حتى وقتنا هذا ومن ثم يعتقد أنها أكبر مقابر وادي الملوك على الإطلاق، وعند اكتشافها لأول مرة وجدت المقبرة مفتوحة وقد سرقت كل محتوياتها، كما كانت عرضة للفيضانات المفاجئة التي كانت تضرب الوادي بين الحين والآخر بسبب تصميمها على عمق منخفض تحت سطح الأرض مما أدى لتراكم العديد من الترسيبات التي طمست معالم المقبرة وضيقت مساحتها، وهي خاضعة لعمليات الإنقاذ والترميم وغير متاحة للزوار حتى الآن.
كما تم اكتشاف مقبرة أكبر أبناء رمسيس الثاني وخليفته على عرش مصر؛ مرنبتاح، منذ زمن بعيد وهي مقبرة تمتد بطول 160 مثر تنتهي بحجرة دفن وجد فيها أربعة توابيت متداخلة عبارة عن تابوت الملك الحجري وبداخله ثلاثة توابيت خشبية أخرى، وجدران المقبرة تعلوها زخارف متناهية الدقة وهي مفتوحة للزوار معظم أوقات السنة.
واستمر نفس التصميم (تصميم المحور المهرول) متبعا حتى آخر ملوك الأسرة التاسعة عشر والذين شيدوا مقابر تماثل تلك التي شيدها أسلافهم من قبل، ولعل مقبرة سابتاح أفضل النماذج لمقابر أواخر ملوك الأسرة التاسعة عشر لما تحتويه من زخارف شديدة الدقة خاصة الزخارف والنقوش على سقف المقبرة.

### الأسرة العشرون
كان ست نخت أول ملوك الأسرة العشرين وقد عثر له على مقبرتين منفصلتين، فعندما أمر ببداية العمل في مقبرة ابنه رمسيس الثالث أولا، أدت أعمال الحفر إلى اختراق مقبرة أخرى ومن ثم أمر ست نخت بوقف العمل في تلك المقبرة وقام باغتصاب مقبرة لنفسه وهي المقبرة مقبرة 14 الخاصة بالملكة توسرت آخر ملكات الأسرة التاسعة عشر وأمر بإتمام العمل بها وإنشاء حجرة ثانية للدفن لتصبح المقبرة بذلك واحدة من أكبر المقابر الملكية بوادي الملوك والممتدة على مساحة تفوق 150 متر.

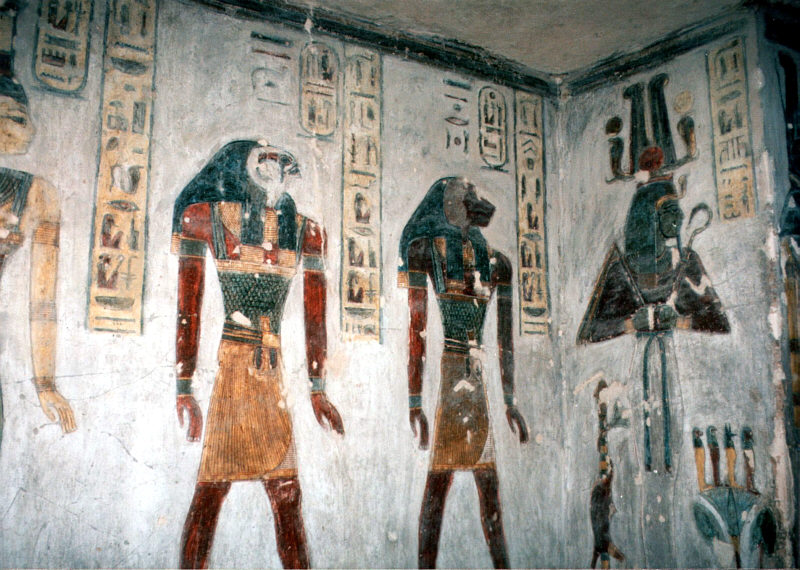
مقبرة رمسيس الثالث.

كما تعد مقبرة رمسيس الثالث (والتي تعرف باسم مقبرة عازفي القيثار لما تحويه من نقوش لعازفي هذه الآلة) هي الأخرى واحدة من أكبر المقابر بالمنطقة وهي مفتوحة للزوار وتضم عديدا من اللوحات الجدارية الملونة شديدة الجمال مما يجعل من هذه المقبرة مزارا سياحيا دائما.
واستمر أبناء وخلفاء رمسيس الثالث في بناء مقابرهم مستخدمين نفس التصميم المتبع (تصميم المحور المستقيم) كما ضمت المقابر نفس النقوش تقريبا، ومن أهم مقابر تلك الحقبة الزمنية المقبرة مقبرة 2 الخاصة برمسيس الرابع والتي اكتشفت منذ العصور القديمة وتم فتحها للزوار منذ وقت بعيد وكانت تحتوي على العديد من النقوش باللغة الهيراطيقية، كما علت جدران المقبرة العديد من اللوحات المستوحاة من نصوص دينية عديدة والمقبرة واحدة من المقابر الجديدة التي بقيت على حالتها الجيدة، مقبرة أخرى جديرة بالاهتمام هي المقبرة 9 وهي مقبرة مشتركة للملكين رمسيس الخامس ورمسيس السادس (وتعرف أيضا باسم مقبرة ممنون) والتي تتميز بزخارفها البديعة المستوحاة من النصوص الدينية، وهذه المقبرة هي الأخرى تم اكتشافها منذ زمن بعيد وفتحت أبوابها للزائرين من كل مكان وهو ما يفسر وجود العديد من النقوش على جدرانها بلغات شتى كاليونانية القديمة واللاتينية والقبطية، وقد أدت أعمال التنقيب والكشف عن المقبرة علاوة على ما صاحبها من أعمال بناء لأكواخ العاملين إلى طمس معالم مقبرة توت عنخ أمون وربما كان هذا هو السبب في حفظ المقبرة من الكشف المبكر والعبث بها وبمحتوياتها.

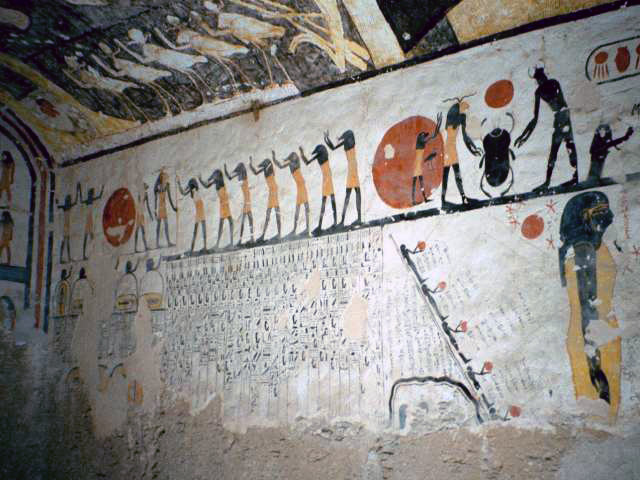
مقبرة رمسيس التاسع.

ومن مقابر نفس الحقبة التاريخية المقبرة 6 والخاصة برمسيس التاسع وهي من المقابر المكتشفة قديما وهو ما يفسر وجود نقوش رومانية وقبطية على جدران المقبرة، التي تقع في موقع متوسط بالوادي بين المقبرتين مقبرة 5 ومقبرة 55، وتمتد المقبرة لمسافة 105 أمتار على جانب الهضبة متضمنة العديد من الحجرات الجانبية التي لم تتم زخرفتها أو حتى الانتهاء منها، وتظهر على المقبرة معالم العجلة في الحفر والنقش (فالنقش غير مكتمل بعد النصف الأول للمقبرة) مما يدل على أنها لم تكن معدة وقت وفاة الملك ومن ثم لم يتم الانتهاء منها أبدا حتى أنه لم تكن هناك حجرة للدفن وتم الاستيعاض عنها بدفن الملك في بهو الأعمدة الذي كان مكتملا في ذلك الوقت.
مقبرة أخرى من مقابر العصر نفسه هي المقبرة 19 والخاصة بمنتوحرخبشف (ابن رمسيس التاسع) وهي مقبرة صغيرة ذات ممر غير مكتمل ولكنها تضم نقوشا عالية الدقة وقد تم ترميم المقبرة وافتتاحها للزوار مؤخرا.

### الأسرة الحادية والعشرون وتراجع المدينة الجنائزية
مع نهاية عهد الدولة الحديثة دخلت مصر مرحلة طويلة من التداعي السياسي والاقتصادي حيث ضعفت شوكة الملوك وفقدوا سيطرتهم على أغلب الأقاليم الجنوبية معلنين زوال عصر الرعامسة وقيام دولة الكهنة في طيبة والتي حكمت أغلب أجزاء مصر العليا في حين تضائل الجزء المسيطر عليه ملوك مصر ليشمل مصر السفلى فقط بعد أن اتخذوا من مدينة صان الحجر عاصمة لهم، وبدأت محاولات استخدام المقابر المفتوحة من قبل بينوزم الأول، كبير كهنة آمون بطيبة في عهد الأسرة المصرية الحادية عشر والذي أضاف الخرطوش الخاص به للمقبرة 4، ومع تعاقب السنين ازدادت عمليات السلب والنهب بالوادي مما دفع كهنة آمون إلى فتح أغلب المقابر ونقل المومياوات جميعها إلى ثلاثة مقابر أخرى من أجل توفير حماية أكبر لتلك الجثث، كما قاموا بنزع كل القلائد والأساور الذهبية من المومياوات لدرء خطر اللصوص، كما قاموا في فترة متأخرة بنقل أغلب تلك المومياوات إلى جبانة واحدة في منطقة الدير البحري (تعرف باسم خبيئة الدير البحري) وتحديدا في الشقوق الصخرية الموجودة بالهضاب المطلة على معبد حتشبسوت الشهير، واحتوت هذه المقبرة الجماعية على مجموعة كبيرة من المومياوات الملكية الغير منظمة والتي تم وضع الكثير منها في توابيت أخرى غير توابيتهم الشخصية. وحتى الآن لم يتم التعرف على أصحاب العديد من تلك المومياوات، كما تم نقل مومياوات أخرى إلى جبانة جماعية بمقبرة أمنحتب الثاني (مقبرة 35) حيث تم العثور بداخلها على أكثر من إثنتي عشر مومياء ملكية.
وخلال عصر الاضمحلال الثالث والعصور المتلاحقة استخدمت أغلب المقابر المفتوحة لدفن أفراد لا يمتون بصلة للأسر الحاكمة لمصر، كما استخدمها الأقباط ككنائس واسطبلات للخيل وحتى كمنازل للعيش فيها خلال العصر القبطي من تاريخ مصر.

### المقابر الثانوية بوادي الملوك
الغالبية العظمى من المقابر الخمسة والستين التي تم اكتشافها في منطقة وادي الملوك من الممكن أن يطلق عليها لفظ مقابر ثانوية وذلك لأحد سببين رئيسيين وهما إما لندرة المعلومات عنهم وعن هوية أصحابهم حتى وقتنا الحاضر أو لأن نتائج دراستهم لم يتم تدوينها بالشكل الكافي من قبل مستكشفيها الأصليين أو لقلة الاهتمام بتفاصيلهم وتدوينها في عجالة من أجل البحث عن مقابر لشخصيات أخرى لعبت دورا أبرز في التاريخ، وغالبية هذه المقابر صغيرة الحجم وتتكون من حجرة واحدة للدفن يتم الوصول إليها إما عن طريق بئر يصل لسطح الأرض أو درج مؤدي لممر هابط أو مجموعة من الممرات المتشابكة التي تصل في النهاية إلى حجرة الدفن، وهذا لا ينفي وجود بعض من هذه المقابر بحجم أكبر ويضم حجرات متعددة للدفن، وقد كان لهذه المقابر العديد من الأغراض؛ فمنها ما خصص لدفن الشخصيات ذوي الرتب الملكية الأدنى ومنها ما صمم لأغراض خاصة، كما تحوي بعضها على رفات حيوانات محنطة في حين يبدو البعض الآخر خاليا تماما ولم يسبق أن دفن فيه أي كائن حي من قبل، إضافة إلى استخدام هذه المقابر لأغراض أخرى غير التي صممت من أجلها وهو ما يفسر العثور على بعض المقتنيات المتعلقة بمثل هذه الاستخدامات، وعلى الرغم من اكتشاف بعض هذه المقابر منذ القدم إلا أن الغالبية قد تم اكتشافها أواخر القرن التاسع عشر ومطلع القرن العشرين عندما كانت الأعمال الكشفية في الوادي على أشدها.

### سارقو المقابر
تعرضت المقابر جميعها تقريبا إلى النهب منذ العصور القديمة، وهو ما أكدته العديد من البرديات التي تم العثور عليها والتي تحمل في طياتها وقائع لمحاكمات تخص سارقي القبور، ويرجع تاريخ تلك البرديات إلى عصر الأسرة العشرين، ومنها البردية المعروفة باسم (بردية ماير B) والتي تضم وصفا لاعترافات المتهمين بسرقة مقبرة رمسيس السادس، ومن المرجح أن تكون تلك البردية قد كتبت في السنة التاسعة من حكم رمسيس التاسع:
| وادي الملوك | أخذنا نسآمون الأجنبي ليرينا مكان مقبرة الملك رمسيس السادس...وقضيت أربعة أيام في محاولة لنقض الباب والدخول إليها، وتواجدنا نحن الخمسة بالموقع طوال تلك الأيام الأربعة، حتى فتحنا المقبرة ودخلناها...وجدنا مرجل من البرونز وثلاثة أواني أخرى للاغتسال من البرونز... | وادي الملوك |

كما تعرضت المقابر للسلب إبان الحرب الأهلية الغير معلنة والتي دارت رحاها في عهد رمسيس التاسع، حيث فتحت المقابر وانتشلت المومياوات وتم تجريدها من متعلقاتها الثمينة وأخيرا تم الدفع بهم جميعا إلى جبانتين رئيسيتين؛ الأولى في المقبرة الملكية لأمنحتب الثاني حيث تم الدفع بستة عشر مومياء والبقية في مقبرة أمنحتب الأول، وخلال السنوات القليلة التالية تم نقل كل تلك المومياوات إلى جبانة الدير البحري والتي عثر فيها على أكثر من أربعين مومياء ملكية بالإضافة إلى التوابيت الخاصة بها، ولم ينج من هذا العبث سوى المقابر التي لم يستطع الوصول إليها وتحديدا مقبرة توت عنخ أمون ومقبرة يويا وتيويو والمقبرة مقبرة 63 المكتشفة حديثا على الرغم من المقبرتي توت عنخ أمون ويويا وتيويو قد تم اقتحامهما في أعقاب دفن أصحابهم بفترة وجيزة. وإن لم تصابا بأي أذى.

## السياحة

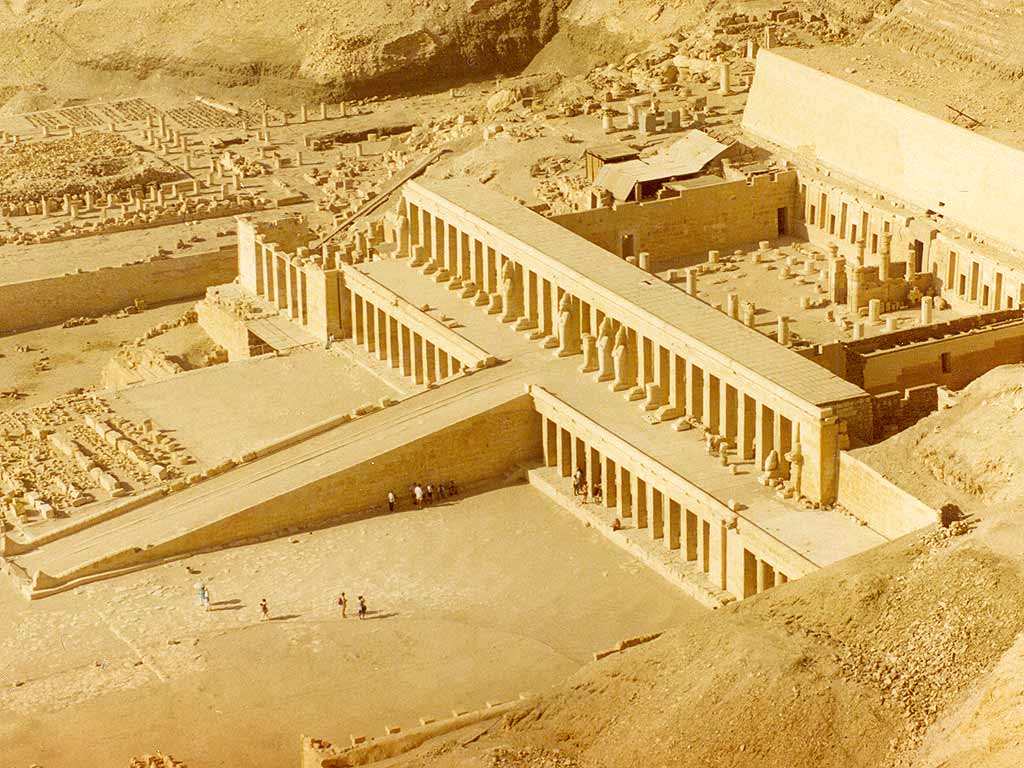
الدير البحري، حيث وقعت مذبحة الأقصر عام 1997.

أغلب المقابر غير متاحة للزوار، فهناك ثمانية عشرة مقبرة فقط هي كل ما يتمكن السياح من زيارتها ونادرا ما يكونوا متاحين للزيارة في نفس الوقت، كما يقوم المسئولون بإغلاق المقابر الخاضعة لعمليات الإصلاح والترميم، وقد أدى العدد الكبير من الزوار لمقبرة توت عنخ أمون إلى فرض رسوم إضافية لدخول المقبرة، كما توجد مقبرة واحدة فقط بالوادي الغربي مفتوحة للزيارة وهي مقبرة آي ويتم تحصيل رسوم أخرى لزيارتها، كما تم منع المرشدين السياحيين من اصطحاب السياح داخل المقبرة وتنظيم حلقات لشرح المعالم الداخلية لها وأصبح يتعين على السياح التقدم بهدوء وفي صف واحد، كل هذا من أجل تقليل الوقت الذي يقضيه الزوار داخل المقبرة ومنع الزحام من إحداث أي تلفيات في النقوش الموجودة على جدران المقابر، كما تم منع التقاط الصور الفوتوغرافية بالداخل.
في نوفمبر من عام 1997 تعرضت القوافل السياحية المتواجدة بالقرب من الدير البحري لهجوم مسلح نفذه نشطاء من أعضاء الجماعة الإسلامية راح ضحيته 58 سائحا من جنسيات مختلفة بالإضافة إلى أربعة مصريين، وهو ما أثر بشكل سلبي على السياحة في هذه المنطقة.
يتراوح عدد زوار الوادي الشرق يوميا بين أربعة وخمسة آلاف ويصل إلى تسعة آلاف في الأيام التي تأتي فيها الرحلات النيلية إلى الأقصر، وتعمل وزارة السياحة في مصر على الارتفاع بهذه المعدلات إلى خمسة وعشرين ألف سائح يوميا بحلول عام 2015، وتختلف هذه الأرقام بشدة عن مثيلتها بالوادي الغربي الذي يوجد به مقبرة واحدة فقط مفتوحة للزوار.

## وادي الملوك والسينما العالمية
كان وادي الملوك دائما مبعث إلهام لمنتجي السينما العالميين لما يحتويه من آثار وأسرار عن مصر القديمة تجذب انتباه المشاهد الأجنبي الساعي لمعرفة المزيد عن الحضارة الفرعونية ورؤية الأماكن الأثرية التي لم يتسن له زيارتها من قبل، وقد قامت السينما الأمريكية بإنتاج فيلمين من أفلام المغامرات يحملان نفس اسم الوادي، أولهما فيلم «وادي الملوك» (بالإنجليزية: The Valley of Kings)‏ المنتج عام 1954، في حين انتج الآخر بعد هذا التاريخ بعشرة أعوام، كما كان وادي الملوك مسرحا لأحداث الفيلم الأمريكي «الاستيقاظ» (بالإنجليزية: The Awakening)‏ المنتج عام 1980، علاوة على العديد من المسلسلات التليفزيونية القصيرة سواء كانت الأمريكية أو الفرنسية.
هذا بالإضافة إلى العديد من الأفلام الوثائقية التي تحدثت عن مقابر وادي الملوك ومنها من اقتصر حديثه على مقبرة الملك الشاب توت عنخ أمون، حيث تم تصوير وإنتاج أولى الأفلام الوثائقية عام 1938 وهو فيلم أمريكي بعنوان «مصر القديمة» (بالإنجليزية: Ancient Egypt)‏ وتحدث عن اكتشاف مقبرة توت عنخ أمون وكانت مدته تسع دقائق فقط، ثم تتابع تصوير الأفلام الوثائقية بوادي الملوك من قبل الشركات العالمية وكان آخرها عام 2004 تحت عنوان Seven Wonders of Ancient Egypt، بمعنى «عجائب مصر القديمة السبعة».
ولم يكن صناع السينما من المصريين والعرب ببعيدين عن تلك المنطقة التي كانت مسرحا لأحداث الفيلم المصري غرام في الكرنك، والذي أنتج عام 1965 وانتقلت كاميراته بين وادي الملوك والدير البحري وأبو سمبل، كما يتم حاليا تصوير مسلسلا تلفزيونيا مصريا يحمل نفس الاسم (وادي الملوك) بميزانية ضخمة تفوق الثمانين مليون جنيها مصريا.